# Львів (готель)
«Львів» — тризірковий готель в історичній частині середмістя Львова, за адресою проспект В'ячеслава Чорновола, 3.

## Загальна характеристика
Загальна кількість місць в готелі — 593. У готелі є бар і ресторан, три конференц-зали, перукарня. Загальна кількість номерів — 260, з них 5 люксів, 161 одномісних (87 номерів із зручностями, 74 без зручностей),  192 двомісних (107 номерів зі зручностями, 85 без зручностей),  9 багатомісних (без зручностей).

## Історія
Готель «Львів» споруджено у 1965 році за проєктом архітекторів Людмили Нівіної, Анатолія Консулова та Павла Конта; пізніше Людмила Нівіна та Анатолій Консулов були авторами проєкту ще одного великого готелю тих часів — готелю «Дністер» (1980). У своїй архітектурі «Львів» відрізняється масою, пропорціями, чіткими вертикалями і горизонталями рівних площин, що контрастують з формами розташованого поряд Львівського оперного театру. В основу було покладено типовий проєкт на 400 місць, значно перероблений і розширений прибудовою до вмістимості у 685 місць. Через обмеженість ділянки будівля опинилася поряд з проїжджою частиною і не отримала зручних під'їздів та паркінгів, в яких на той час не було потреби через вкрай малу кількість автомобілів в СРСР.